# St. Stephanus (Ostharingen)

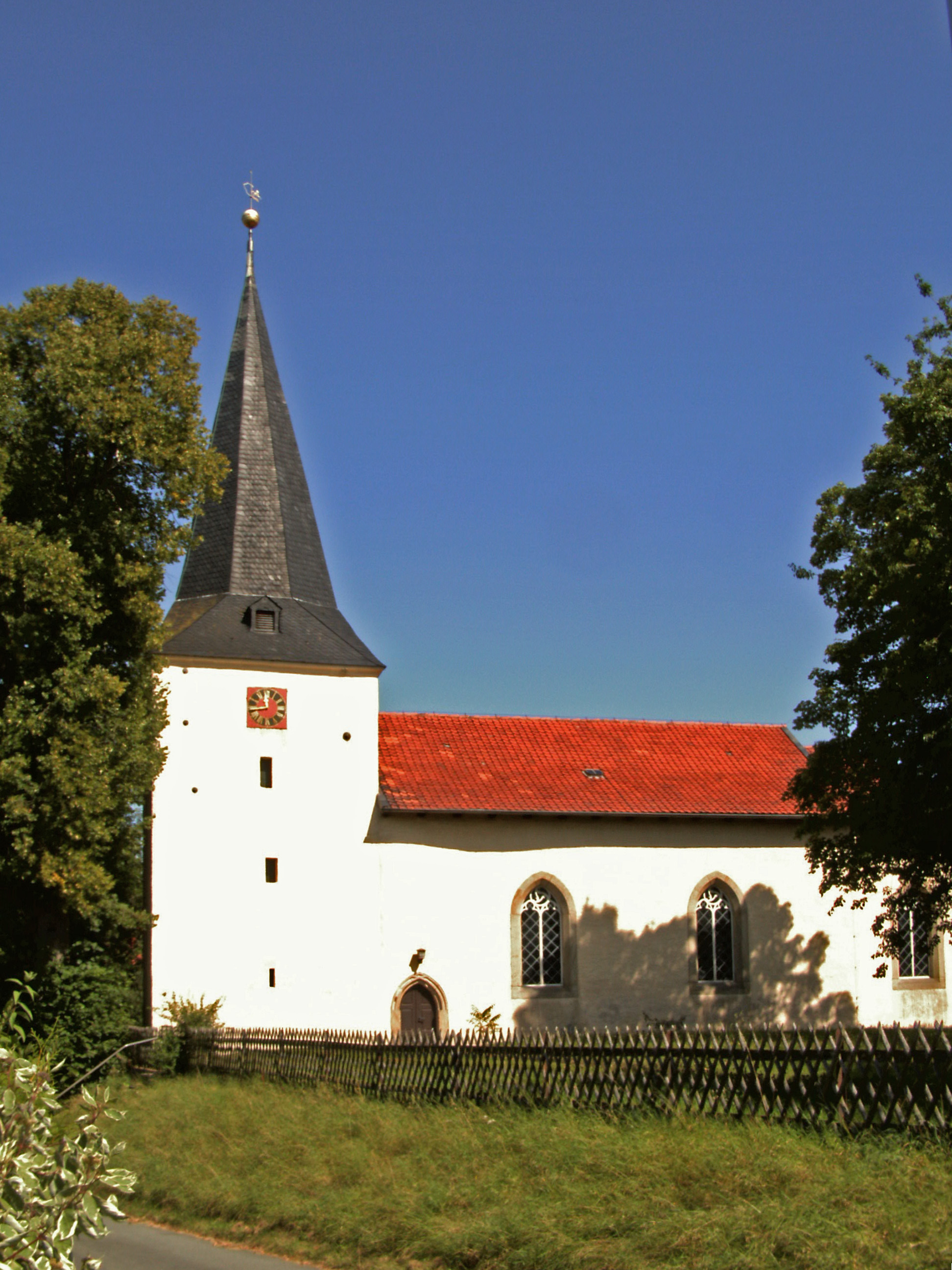
St. Stephanus

Die evangelisch-lutherische, denkmalgeschützte Kirche St. Stephanus steht in Ostharingen, einem Ortsteil der Gemeinde Liebenburg im Landkreis Goslar in Niedersachsen. Die Kirchengemeinde Ostharingen gehört zum Bezirk III des Kirchengemeindeverbandes Liebenburg in der Propstei Goslar der Evangelisch-lutherischen Landeskirche in Braunschweig.

## Beschreibung
Die im Kern romanische Dorfkirche wurde in der Gotik überformt. Die verputzte, aus Bruchsteinen errichtete Saalkirche hat einen querrechteckigen Kirchturm im Westen, der einen achtseitigen, schiefergedeckten, spitzen Helm trägt, ein rechteckiges Langhaus, das mit einem Satteldach bedeckt ist, und einen eingezogenen Chor mit zwei Räumen, der gerade abgeschlossen ist, an den sich die Sakristei anschließt. An jeder Seite des Langhauses und des Chors befinden sich Maßwerkfenster. 
Zwischen Chor und Sakristei steht ein spätgotischer Altar aus Stein, über dessen Mensa sich eine rechteckige Öffnung mit Maßwerk befindet. Seitlich sind spitzbogige, mit Astwerk verzierte Durchgänge zur Sakristei. Erhalten sind einige Teile der Kirchenausstattung, wie das Altarkreuz aus der Mitte des 18. Jahrhunderts. An einem hölzernen Kreuz hängt eine Figur von Christus aus der Porzellanmanufaktur Fürstenberg, die Simon Feilner zwischen 1750 und 1760 schuf, ferner der neugotische Altar, der allerdings um 1860 neugotisch umgestaltet wurde. Die Empore für die Orgel befindet sich im Turm.